# Peremhang
A peremhangok az áramló levegőben létrejövő örvényleszakadások által keltett hangok. A gyakorlatban ilyen hangok akkor keletkeznek, ha keskeny résből áramlik ki a levegő, ha az áramló levegő éles peremű akadálynak ütközik, vagy ha a kettő együtt történik, azaz a résen kiáramló levegővel szemben ék alakú akadály van. Ez utóbbi fúvóka-ék rendszereket az ajaksípos hangszerek – például a fuvola, furulya, az orgona ajaksípjai – elsődleges hangkeltő eszközeként alkalmazzák.

## Résből kiáramló levegő
Ha egy keskeny résen levegőt préselünk át, a résből előtörő légáram a nyugalomban lévő levegővel találkozik. Emiatt a légsugárról örvények válnak le, amelyek az egyenes vonalú áramlásra visszahatnak, azt hullámzóvá alakítják. Az örvények keletkezése egy minimális áramlási sebességhez kötött, ezt túllépve az örvényleszakadások gyakorisága az áramlás sebességével növekszik. A légsugárnak az így létrejött hullámzása a tapasztalat szerint az áramlás sebességének nagyjából 0,4-szeresével halad az áramlás irányában. Ez az örvények okozta hullámzás a legtöbb esetben véletlenszerű, emiatt meghatározhatatlan hangmagasságú, zörej jellegű hangot eredményez. Az emberi beszéd réshangjai, vagyis a magyar nyelvben a „f”, „sz”, „s”, „h” hangok ilyen módon képződnek. Bizonyos esetekben az így létrejövő hullámzás zenei, tehát meghatározható magasságú hangot is eredményezhet, például a fütty vagy a „sípolós s” esetében.

## Perembe ütköző légáram
Ha egy éles akadály és az azt körülvevő levegő egymáshoz képest elmozdul, az éles akadály két oldalán felváltva légörvények válnak le, ami hangot hoz létre. Az örvényleválás szaporasága itt is a mozgás sebességével függ össze. 
Ilyen hangok jönnek létre például egy vékony pálca megsuhintásakor, vagy amikor a távíródrótokat erős szél fújja.
Ha az akadály egy kör keresztmetszetű, {\displaystyle D} átmérőjű vékony rúd vagy drót, a levegő áramlási sebessége {\displaystyle v}, akkor a keletkező hang {\displaystyle f} frekvenciája nagyjából
{\displaystyle f=0,19{\frac {v}{D}}}
Tehát ha 0,004 méter, vagyis 4 milliméter átmérőjű távíróhuzalt 40 m/s sebességű szél fúj, a létrejövő hang 1,9 kHz frekvenciájú lesz.
Az aeolhárfa vagy a zúgattyú ezt a jelenséget használja zenei hangkeltésre.

## Fúvóka-ék rendszer
Az előbbi két rezgéskeltési mód viszonylag kis intenzitású hangot eredményez, de ha a kettőt kombináljuk, tehát a résen kiáramló levegővel szemben éles peremet helyezünk el, erősebb hangokat hozhatunk létre. A hang frekvenciája függ a levegő áramlási sebességétől és a fúvóka-ék távolságtól, azonban ez az összefüggés elég bonyolult.
Tarnóczy Tamás Zenei akusztika című művében kísérleti értékeket ad meg erre vonatkozólag. Ha az áramlási sebesség példának okáért 17,5 m/s, és a fúvóka-ék távolság nagyon kicsi, nem keletkezik hang. Ha a távolság 3 mm, a frekvencia 2000 Hz. A távolság növelésével a frekvencia lassan csökken, 5 mm-nél 1500 Hz lesz. Ezután, ha tovább növeljük a fúvóka-ék távolságot, hirtelen ugrással a frekvencia 3800 Hz lesz, és 8 mm-ig ez csökken lassan 2300 Hz-re, hogy azután onnan felugorjon 3500 Hz-re. A távolságot tovább növelve az előbbi jelenség még egyszer megismétlődik, de 18 mm távolságnál már nem keletkezik hang. Ezt a jelenséget az okozza, hogy a fúvóka-ék távolságot növelve először az örvényleszakadások közötti távolság növekszik, majd egy bizonyos távolság elérésekor egy újabb örvény ugrik be az eddig létezők közé, és így tovább. A kísérletet fordítva elvégezve az ugrásszerű változások nem ugyanazokon a helyeken, és magasabb frekvenciáknál fognak bekövetkezni.
A rezgéskeltésnek ezt a módját az ajaksípos hangszerekben alkalmazzák.

## Külső hivatkozások
- A peremhangokról 1. (angolul)
- A peremhangokról 2. (angolul)
- A peremhangokról 3. (angolul)